# 9997 COBE
9997 COBE è un asteroide della fascia principale. Scoperto nel 1971, presenta un'orbita caratterizzata da un semiasse maggiore pari a 2,5457699 UA e da un'eccentricità di 0,1140611, inclinata di 2,46225° rispetto all'eclittica.
L'asteroide è dedicato al satellite COBE, lanciato nel 1989.